# دهولا
قرية دهولا أودوهولا أو القادسية (بالكردية: دوهۆلا)‏ هي قرية عراقية تقع في قضاء سنجار في محافظة نينوى شمال العراق.
تقع القرية شمال جبل سنجار، وتعد من المناطق المتنازع عليها في العراق بين الحكومة المركزية وحكومة إقليم كردستان العراق. سكان قرية دهولا يزيديون. وقد بلغ سكان القرية 13,516 نسمة في سنة 2014.